# Ana Caterina Morariu

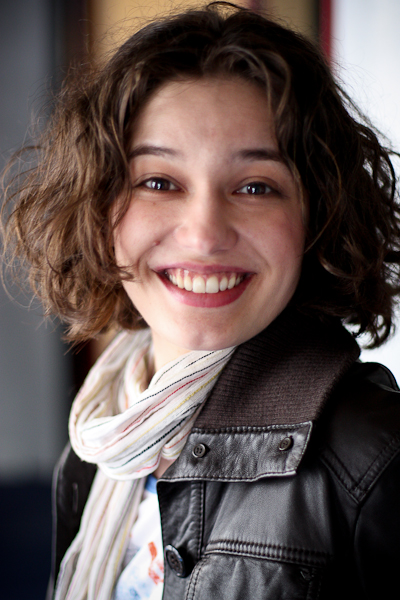
Ana Caterina Morariu

Ana Caterina Morariu (* 20. November 1980 in Cluj-Napoca) ist eine rumänische Schauspielerin.

## Leben
Ana Caterina Morariu, die auch den Spitznamen Mora (italienisch: Brombeere) trägt, ist 172 cm groß und spricht vier Sprachen: Rumänisch, italienisch, französisch und englisch. Sie ist die Tochter der rumänischen Ballerina Marineta Rodica Rotaru. Mit sechs Jahren siedelte sie zusammen mit ihrer Mutter von Rumänien nach Italien über, wo sie sich zunächst in Kalabrien, später in der Toskana niederließen. Ihr Vater blieb in Rumänien. Nachdem sie das Gymnasium abgeschlossen hatte, begann sie in Rom ein Studium an der Nationalen Filmschule, da sie den Wunsch hatte, Schauspielerin zu werden. Sie belegte den Kurs in Rezitation. Nach der dreijährigen Ausbildung erhielt sie im Jahr 2002 das Diplom des Centro Sperimentale di Cinematografia, in Rom. Im gleichen Jahr debütierte sie am Theater, gefolgt von diversen kleinen Rollen in Fernseh- und Filmproduktionen, darunter Le cinque giornate di Milano (2004) und Alcide De Gasperi (2005), mit denen sie in Italien eine gewisse Bekanntheit erlangte. Im Film Ocean’s 12 war sie in einer Minirolle (Begleiterin von Bruce Willis) zu sehen. Sie arbeitete mit weiteren international bekannten Schauspielern und Regisseuren zusammen.
Ihren bisher wohl größten Erfolg verzeichnete sie in der Rolle der Cecilia in Il mio miglior nemico (2006). Für diese Rolle wurde sie in der Kategorie beste Hauptdarstellerin für den David di Donatello Award nominiert. Sie wird auf der Seite zur Geschichte des Centro Sperimentale di Cinematografia als Schülerin erwähnt.
Dem deutschsprachigen Publikum ist Ana Caterina Morariu bekannt vom ZDF-Vierteiler Krieg und Frieden nach dem Roman von Leo Tolstoi, der im Januar 2008 ausgestrahlt wurde; sie spielte die Rolle der Sonja Rostowa.

## Filmografie (Auswahl)

### Theater
- 2002: La notte degli scapoli

### Filmproduktionen
- 2004: Chi ci ferma più
- 2004: Ocean’s 12 (Ocean’s Twelve)
- 2005: Quando sei nato non puoi più nasconderti
- 2006: Il mio miglior nemico
- 2008: Il sangue dei vinti
- 2008: Un attimo sospesi
- 2010: Tutto l’amore del mondo
- 2015: Si accettano miracoli
- 2017: Due uomini, quattro donne e una mucca depressa

### Fernsehproduktionen
- 2004: La fuga degli innocenti (Fernsehminiserie)
- 2004: La omicidi (Fernsehminiserie)
- 2004: Le cinque giornate di Milano (Fernsehminiserie)
- 2004: La tassinara (Fernsehminiserie)
- 2004: Le stagioni del cuore (Fernsehserie)
- 2005: De Gasperi, l’uomo della speranza (Fernsehminiserie)
- 2005: La maledizione dei templari (Fernsehminiserie)
- 2006: La buona battaglia – Don Pietro Pappagallo (Fernsehminiserie)
- 2006: La sacra famiglia (Fernsehminiserie)
- 2007: Krieg und Frieden (War and Peace)
- 2008: Il commissario De Luca (Fernsehfilm)
- 2008: Il mistero del lago (Fernsehfilm)
- 2008: Donne Assassine (Fernsehfilm)
- 2009: Intelligence – Servizi & segreti (Fernsehminiserie)
- 2010: Il commissario Montalbano  (Fernsehserie, Episode 8x04)
- 2011: Il commissario Zagaria (Fernsehminiserie)
- 2011: Sarò sempre tuo padre (Fernsehminiserie)
- 2012: 6 passi nel giallo (Fernsehserie, Episode 1x05)
- 2013: Squadra antimafia – Palermo oggi (Fernsehserie)
- 2016: Tutto può succedere 1° puntata
- 2017: Sorelle
- 2017: Tutto può succedere 2° puntata

### Kurzfilme
- 2000: Come tu mi vuoi
- 2001: Perché non ballate[4]
- 2003: L’appello di un amico
- 2004: Chi ci ferma più
- 2006: Era meglio rimanere a casa